# Lusorex taishanensis
Il lusorice (Lusorex taishanensis G. Storch and Z. Qiu, 2004) è un mammifero eulipotiflo estinto. Visse nel Miocene inferiore (circa 16 milioni di anni fa) e i suoi resti fossili sono stati ritrovati in Cina.

## Descrizione
Questo animale era molto simile all'attuale toporagno eurasiatico (Sorex araneus), ma possedeva una coda più corta e le zampe posteriori erano meno allungate. Anche le zampe anteriori di Lusorex erano più robuste della forma attuale. Un'altra differenza notevole era data dall'apparato masticatorio molto forte in Lusorex. L'unico fossile noto è uno scheletro completo circondato da una pellicola carboniosa, che rappresenta con tutta probabilità la silhouette dell'animale in vita; esso era ricoperto da una pelliccia densa che rendeva il profilo ovale, come quello degli attuali toporagni.

## Biologia
Le differenze morfologiche rispetto al toporagno europeo attuale indicano che Lusorex non doveva avere uno stile di vita paragonabile a quest'ultimo (un veloce corridore), ed è invece più probabile che l'analogo odierno sia rappresentato dal toporagno settentrionale dalla coda corta (Blarina brevicauda), dotata di una coda corta e di zampe robuste e corte come Lusorex; Blarina è un toporagno dalle abitudini fossorie, e costruisce percorsi sotterranei e tane. Si ciba di invertebrati come insetti e lumache, piccoli vertebrati e vari tipi di piante, ed è possibile che anche Lusorex adottasse un simile stile di vita.

## Tassonomia
Lusorex è stato descritto per la prima volta nel 2004 sulla base di un fossile rinvenuto nella località miocenica di Shanwang, nella provincia cinese dello Shandong, nota per i suoi fossili ben conservati. Lusorex è considerato un rappresentante degli eterosoricini, un gruppo di insettivori appartenenti ai soricidi, caratteristici dei terreni eurasiatici e nordamericani tra l'Eocene medio e il Miocene medio. Tra gli eterosoricini, Lusorex mostra particolari affinità con Wilsonosorex del Nordamerica; entrambe queste forme erano dotate di conuli ben sviluppati sui molari superiori. Si suppone che queste due forme siano state parte del notevole interscambio faunistico tra Asia e Nordamerica nel corso del Miocene inferiore-medio.